# Khí hậu Ba Lan
Hồ sơ khí hậu Ba Lan - thống kê giá trị cao nhất hoặc thấp nhất của các yếu tố khí tượng hoặc hiện tượng thời tiết, được xác định dựa trên các phép đo khí tượng dài hạn ở Ba Lan. Tại Ba Lan, các phép đo khí tượng được công nhận và thực hiện bởi Viện Khí tượng và Quản lý Nước.

## Nhiệt độ không khí
Dữ liệu sau đây là nhiệt độ không khí đo được trên lãnh thổ Ba Lan, không kể đến phân chia hành chính các vùng miền vào thời điểm đo lường. 
| Nhiệt độ | Vị trí         | Tỉnh               | Ngày                |
| 40,2 °C  | Prószków       | opolskie           | 29 tháng 7 năm 1921 |
| 40,0 °C  | Zbiersk        | wielkopolskie      | 29 tháng 7 năm 1921 |
| 39,6 °C  | Kończewice     | kujawsko-pomorskie | 11 tháng 7 năm 1959 |
| 39,6 °C  | Pętkowo        | wielkopolskie      | 29 tháng 7 năm 1921 |
| 39,5 °C  | Słubice        | lubuskie           | 30 tháng 7 năm 1994 |
| 39,4 °C  | Rzeszów        | podkarpackie       | 4 tháng 8 năm 1905  |
| 38,9 °C  | Legnica        | dolnośląskie       | 19 tháng 8 năm 1892 |
| 38,9 °C  | Łowicz         | łódzkie            | 12 tháng 8 năm 1921 |
| 38,9 °C  | Silniczka      | łódzkie            | 8 tháng 8 năm 2013  |
| 38,9 °C  | Zielona Góra   | lubuskie           | 19 tháng 8 năm 1892 |
| 38,8 °C  | Ciechocinek    | kujawsko-pomorskie | 12 tháng 7 năm 1959 |
| 38,7 °C  | Poznań         | wielkopolskie      | 29 tháng 7 năm 1921 |
| 38,7 °C  | Skierniewice   | łódzkie            | 12 tháng 8 năm 1921 |
| 38,7 °C  | Złoty Potok    | śląskie            | 12 tháng 8 năm 1921 |
| 38,5 °C  | Mydlniki       | małopolskie        | 12 tháng 8 năm 1921 |
| 38,4 °C  | Koło           | wielkopolskie      | 21 tháng 7 năm 1998 |
| 38,4 °C  | Kraków         | małopolskie        | 30 tháng 6 năm 1833 |
| 38,3 °C  | Bydgoszcz      | kujawsko-pomorskie | 11 tháng 7 năm 1959 |
| 38,3 °C  | Końskie        | świętokrzyskie     | 12 tháng 8 năm 1921 |
| 38,3 °C  | Krzyż          | wielkopolskie      | 8 tháng 8 năm 2015  |
| 38,3 °C  | Wieliczka      | małopolskie        | 12 tháng 8 năm 1921 |
| 38,3 °C  | Zbąszyń        | wielkopolskie      | 11 tháng 7 năm 1959 |
| 38,2 °C  | Chrzanów       | małopolskie        | 12 tháng 8 năm 1921 |
| 38,2 °C  | Tarnów         | małopolskie        | 12 tháng 8 năm 1921 |
| 38,2 °C  | Toruń          | kujawsko-pomorskie | 11 tháng 7 năm 1959 |
| 38,2 °C  | Wałcz          | zachodniopomorskie | 10 tháng 7 năm 1959 |
| 38,1 °C  | Dęba - Rozalin | podkarpackie       | 5 tháng 7 năm 1957  |
| 38,0 °C  | Opole          | opolskie           | 29 tháng 7 năm 1921 |
| 38,0 °C  | Sobieszyn      | lubelskie          | 12 tháng 8 năm 1921 |
| 38,0 °C  | Sulejów        | łódzkie            | 8 tháng 8 năm 2013  |
| 38,0 °C  | Żywiec         | śląskie            | 12 tháng 8 năm 1921 |

| Wartość  | Vị trí               | Tỉnh           | Ngày                 |
| –41,0 °C | Siedlce              | mazowieckie    | 11 tháng 1 năm 1940  |
| –40,6 °C | Żywiec               | śląskie        | 11 tháng 2 năm 1929  |
| –40,4 °C | Olkusz               | małopolskie    | 11 tháng 2 năm 1929  |
| –40,4 °C | Poronin              | małopolskie    | 10 tháng 2 năm 1929  |
| –40,1 °C | Sianki               | podkarpackie   | 11 tháng 2 năm 1929  |
| –40,0 °C | Dobrzechów           | podkarpackie   | 30 tháng 12 năm 1875 |
| –39,3 °C | Sanok                | podkarpackie   | 28 tháng 2 năm 1963  |
| –39,2 °C | Maniowy              | małopolskie    | 2 tháng 1 năm 1888   |
| –38,9 °C | Puścizna Rękowiańska | małopolskie    | 8 tháng 1 năm 2017   |
| –38,7 °C | Białowieża           | podlaskie      | 11 tháng 1 năm 1950  |
| –38,6 °C | Lubaczów             | podkarpackie   | 28 tháng 2 năm 1963  |
| –38,6 °C | Stara Wieś           | podkarpackie   | 30 tháng 12 năm 1875 |
| –38,5 °C | Szczawnica           | małopolskie    | 2 tháng 1 năm 1888   |
| –38,4 °C | Białystok            | podlaskie      | 12 tháng 1 năm 1950  |
| –38,4 °C | Brzegi Dolne         | podkarpackie   | 28 tháng 2 năm 1963  |
| –37,6 °C | Jabłonka             | małopolskie    | 27 tháng 2 năm 1963  |
| –37,5 °C | Przemyśl             | podkarpackie   | 11 tháng 1 năm 1950  |
| –37,5 °C | Zakopane             | małopolskie    | 10 tháng 2 năm 1929  |
| –37,1 °C | Hala Izerska         | dolnośląskie   | 24 tháng 1 năm 2004  |
| –37,1 °C | Stuposiany           | podkarpackie   | 28 tháng 12 năm 1996 |
| –37,1 °C | Jabłonka             | małopolskie    | 8 tháng 1 năm 2017   |
| –37,0 °C | Duszniki-Zdrój       | dolnośląskie   | 11 tháng 2 năm 1929  |
| –36,9 °C | Jelenia Góra         | dolnośląskie   | 10 tháng 2 năm 1956  |
| –36,9 °C | Krosno               | podkarpackie   | 28 tháng 2 năm 1963  |
| –36,8 °C | Ustrzyki Górne       | podkarpackie   | 25 tháng 12 năm 1961 |
| –36,4 °C | Ostojów              | świętokrzyskie | 31 tháng 1 năm 1956  |
| –35,9 °C | Istebna - Zaolzie    | śląskie        | 27 tháng 1 năm 1954  |
| –35,8 °C | Nowy Targ            | małopolskie    | 24 tháng 1 năm 1922  |
| –35,7 °C | Czorsztyn            | małopolskie    | 28 tháng 2 năm 1963  |
| –35,6 °C | Komańcza             | podkarpackie   | 25 tháng 12 năm 1961 |
| –35,6 °C | Rzeszów              | podkarpackie   | 28 tháng 2 năm 1963  |

Trạm khí tượng ở Zakopane trước đây nằm ở một vị trí khác (ở độ cao 833 m so với mực nước biển), thuận lợi hơn cho việc ghi lại nhiệt độ tối thiểu. Do đó, có thể ghi lại mức nhiệt -37,5 °C vào tháng 2 năm 1929. Trong những năm 50 và 60 của thế kỷ XX, trạm khí tượng này đã hoạt động ở một vị trí cao hơn một chút (844 m so với mực nước biển) và kỷ lục lạnh của nó là -34,1 °C vào ngày 1 tháng 2 năm 1956. Tuy nhiên, kể từ năm 1967, trạm khí tượng ở Zakopane nằm trên đồng bằng Krupowa (ở độ cao 855 m so với mực nước biển). Ở vị trí này, nhiệt độ chỉ xuống dưới -30 °C vẫn chưa được ghi nhận là thấp nhất (kỷ lục là -27,1 °C vào ngày 13 tháng 1 năm 1987) 
Trạm khí tượng tại Potok Jagnięcy, trên núi Hala Izerska (cao 825 m so với mực nước biển), đã hoạt động từ giữa những năm 90 của thế kỷ XX. Các kết quả đo được ở đó chỉ ra rằng núi Izerska Hala bị đóng băng sâu, nhiệt độ tối thiểu thường thấp hơn nhiều so với Thung lũng Jeleniogórska gần đó. Do đó, có thể giả định rằng vào năm 1929 và năm 1956, nhiệt độ tối thiểu giảm xuống dưới -40 °C.
| Thông số             | Nhiệt độ | Vị trí                                                 | Tỉnh        | Ngày      |
| Trung bình cao nhất  | 8.6 °C   | [./https://pl.wikipedia.org/wiki/S%C5%82ubice Słubice] | lubuskie    | 1931-1960 |
| Trung bình thấp nhất | -0.6 °C  | Kasprowy Wierch                                        | małopolskie | 1931-1960 |

| Nhiệt độ                | Vị trí  | Tỉnh        | Ngày                                    |
| Từ -40,6 °C tới 38,0 °C | Zywiec  | śląskie     | 11 tháng 2 năm 1929 12 tháng 8 năm 1921 |
| từ -35,5 °C tới 37 °C   | Suwalki | podlaskie   | 12 tháng 1 năm 1950 11 tháng 7 năm 1946 |
| từ -32,7 °C tới 38,4 °C | Krakow  | małopolskie | 10 tháng 2 năm 1929 30 tháng 6 năm 1833 |

## Lượng mưa
| Lượng mưa | Vị trí          | Tỉnh        | Ngày         |
| 1.913 mm  | Kasprowy Wierch | małopolskie | Thường xuyên |
| 1 740 mm  | Kasprowy Wierch | małopolskie | Thường xuyên |

| Lượng mưa | Vị trí                                                 | Tỉnh      | Ngày      |
| 333 mm    | [./https://pl.wikipedia.org/wiki/S%C5%82ubice Słubice] | lubuskie  | 1931-1960 |
| 333 mm    | Suwalki                                                | podlaskie | 1931-1960 |

| Lượng mưa | Vị trí                                                      | Tỉnh         | Ngày |
| 2770 mm   | Dolina Pięciu Stawów Arlingtonkich                          | małopolskie  | 2001 |
| 2663 mm   | Dolina Pięciu Stawów Arlingtonkich                          | małopolskie  | 1980 |
| 2628 mm   | Hala Gąsienicowa                                            | małopolskie  | 2001 |
| 2599 mm   | Kasprowy Wierch                                             | małopolskie  | 2001 |
| 2418 mm   | Kasprowy Wierch                                             | małopolskie  | 1938 |
| 2396 mm   | Kasprowy Wierch                                             | małopolskie  | 1945 |
| 2338 mm   | Hala Gąsienicowa                                            | małopolskie  | 1934 |
| 2292 mm   | Dolina Pięciu Stawów Arlingtonkich                          | małopolskie  | 1958 |
| 2192 mm   | Morskie Oko                                                 | małopolskie  | 1934 |
| 2171 mm   | Hala Gąsienicowa                                            | małopolskie  | 1980 |
| 2027 mm   | [./https://pl.wikipedia.org/wiki/%C5%9Anie%C5%BCka Śnieżka] | dolnośląskie | 1941 |

| Lượng mưa | Vị trí | Tỉnh          | Ngày |
| 275 mm    | Poznan | wielkopolskie | 1982 |

| Lượng mưa | Vị trí                                                                                                  | Tỉnh         | Ngày             |
| 950 mm    | [./https://pl.wikipedia.org/wiki/Hala_pod_%C5%9Anie%C5%BCnikiem Hala pod Śnieżnikiem]                   | dolnośląskie | Tháng 7 năm 1997 |
| 806 mm    | [./https://pl.wikipedia.org/wiki/Dolina_Pi%C4%99ciu_Staw%C3%B3w_Polskich Dolina Pięciu Stawów Polskich] | małopolskie  | Tháng 7 năm 1980 |
| 788 mm    | [./https://pl.wikipedia.org/wiki/Dolina_Pi%C4%99ciu_Staw%C3%B3w_Polskich Dolina Pięciu Stawów Polskich] | małopolskie  | Tháng 7 năm 2001 |
| 743 mm    | [./https://pl.wikipedia.org/wiki/Hala_G%C4%85sienicowa Hala Gąsienicowa]                                | małopolskie  | Tháng 7 năm 2001 |
| 702 mm    | [./https://pl.wikipedia.org/wiki/Kamienica_(powiat_k%C5%82odzki) Kamienica]                             | dolnośląskie | Tháng 7 năm 1997 |
| 684 mm    | [./https://pl.wikipedia.org/wiki/Hala_G%C4%85sienicowa Hala Gąsienicowa]                                | małopolskie  | Tháng 7 năm 1934 |
| 651 mm    | [./https://pl.wikipedia.org/wiki/Kasprowy_Wierch Kasprowy Wierch]                                       | małopolskie  | Tháng 7 năm 2001 |
| 631 mm    | [./https://pl.wikipedia.org/wiki/Klimczok Klimczok]                                                     | śląskie      | Tháng 7 năm 1970 |
| 528 mm    | [./https://pl.wikipedia.org/wiki/Morskie_Oko Morskie Oko]                                               | małopolskie  | Tháng 7 năm 1934 |
| 521 mm    | [./https://pl.wikipedia.org/wiki/Mak%C3%B3w_Podhala%C5%84ski Maków Podhalański]                         | małopolskie  | Tháng 7 năm 2001 |
| 516 mm    | [./https://pl.wikipedia.org/wiki/Ku%C5%BAnice_(Zakopane) Kuźnice]                                       | małopolskie  | Tháng 7 năm 1934 |
| 512 mm    | [./https://pl.wikipedia.org/wiki/Bielsko-Bia%C5%82a Bielsko-Biała]                                      | śląskie      | Tháng 5 năm 2010 |
| 511 mm    | [./https://pl.wikipedia.org/wiki/Dolina_Chocho%C5%82owska Dolina Chochołowska]                          | małopolskie  | Tháng 6 năm 1958 |
| 506 mm    | [./https://pl.wikipedia.org/wiki/Hala_G%C4%85sienicowa Hala Gąsienicowa]                                | małopolskie  | Tháng 7 năm 1949 |

| Khoảng thời gian | Lượng mưa | Vị trí | Tỉnh               | Ngày                |
| 1 phút           | 8,1 mm    | [./https://pl.wikipedia.org/wiki/Legionowo Legionowo] | mazowieckie        | 22 tháng 6 năm 1935 |
| 5 phút           | 25,3 mm   | [./https://pl.wikipedia.org/wiki/Nowy_Bieru%C5%84 Nowy Bieruń]                                                                                                | śląskie            | 12 tháng 6 năm 1914 |
| 10 phút          | 50,3 mm   | [./https://pl.wikipedia.org/wiki/Trzciana_(wojew%C3%B3dztwo_ma%C5%82opolskie) Trzciana]                                                                       | małopolskie        | 30 tháng 7 năm 1972 |
| 15 phút          | 79,8 mm   | [./https://pl.wikipedia.org/wiki/Ozork%C3%B3w Ozorków] | łódzkie            | 13 tháng 9 năm 1966 |
| 30 phút          | 90,7 mm   | [./https://pl.wikipedia.org/wiki/Walentynowo_(wojew%C3%B3dztwo_kujawsko-pomorskie) Walentynowo]                                                               | kujawsko-pomorskie | 23 tháng 7 năm 1914 |
| 60 phút          | 180,0 mm  | [./https://pl.wikipedia.org/wiki/Su%C5%82oszowa Sułoszowa] | małopolskie        | 18 tháng 5 năm 1996 |
| 180 phút         | 220,0 mm  | [./https://pl.wikipedia.org/wiki/Dopiewiec Dopiewiec], [./https://pl.wikipedia.org/wiki/Pal%C4%99dzie_(wie%C5%9B_w_wojew%C3%B3dztwie_wielkopolskim) Palędzie] | wielkopolskie      | 6 tháng 6 năm 1988  |

| Số ngày | Lượng mưa | Vị trí                                                                                | Tỉnh         | Ngày                               |
| 1 ngày  | 300 mm    | [./https://pl.wikipedia.org/wiki/Hala_G%C4%85sienicowa Hala Gąsienicowa]              | małopolskie  | 30 tháng 6 năm 1973                |
| 2 ngày  | 428 mm    | [./https://pl.wikipedia.org/wiki/Hala_pod_%C5%9Anie%C5%BCnikiem Hala pod Śnieżnikiem] | dolnośląskie | 6-7 tháng 7 năm 1997               |
| 3 ngày  | 557 mm    | [./https://pl.wikipedia.org/wiki/Hala_pod_%C5%9Anie%C5%BCnikiem Hala pod Śnieżnikiem] | dolnośląskie | 5 tháng 7 năm 1997                 |
| 4 ngày  | 472 mm    | [./https://pl.wikipedia.org/wiki/Kamienica_(powiat_k%C5%82odzki) Kamienica]           | dolnośląskie | Tuần đầu tiên của tháng 7 năm 1997 |
| 5 ngày  | 482 mm    | [./https://pl.wikipedia.org/wiki/Kamienica_(powiat_k%C5%82odzki) Kamienica]           | dolnośląskie | Tuần đầu tiên của tháng 7 năm 1997 |

| Lượng mưa | Vị trí               | Tỉnh         | Ngày                          |
| 557,0 mm  | Hala pod Śnieżnikiem | dolnośląskie | 5 tháng 7 năm 1997            |
| 456,0 mm  | Kamienica            | dolnośląskie | Tuần đầu của tháng 7 năm 1997 |
| 431,2 mm  | Międzygórze          | dolnośląskie | Tuần đầu của tháng 7 năm 1997 |
| 422,4 mm  | Hala Gąsienicowa     | małopolskie  | 16-18 / 7/1934                |
| 382,8 mm  | Witów                | małopolskie  | 16-18 / 7/1934                |
| 353,8 mm  | Zalesie              | małopolskie  | 15 đến 17 tháng 7 năm 1934    |
| 329,0 mm  | Bielsko-Biała        | śląskie      | 16-18 / 5/2010                |

## Dữ liệu khí hậu khác
| Thông số                                     | Giá trị          | Vị trí            | Tỉnh         | Ngày                |
| Áp suất khí quyển cao nhất                   | 1064,8 ± 0,5 hPa | Suwalki           | podlaskie    | 23 tháng 1 năm 1907 |
| Áp suất khí quyển thấp nhất                  | 960,2 hPa        | Gdynia            | pomorskie    | 17 tháng 1 năm 1931 |
| Tốc độ gió cao nhất (trong điều kiện ôn hòa) | > 80 m / s       | Sniezka           | dolnośląskie | 2004                |
| Tốc độ gió cao nhất (trong một cơn lốc)      | 140 m / s        | xung quanh Lublin | lubelskie    | 20 tháng 7 năm 1931 |
| Khoảng lặng dài nhất (không có gió)          | 74 h             | Nowy Sącz         | małopolskie  | 1966-1990           |

| Thông số                                  | Giá trị  | Vị trí                                                            | Tỉnh         | Ngày                |
| Trung bình số ngày có bão ít nhất         | 37 ngày  | [./https://pl.wikipedia.org/wiki/Kasprowy_Wierch Kasprowy Wierch] | małopolskie  | Thường xuyên        |
| Trung bình số ngày có bão cao nhất        | 54 ngày  | [./https://pl.wikipedia.org/wiki/Kasprowy_Wierch Kasprowy Wierch] | małopolskie  | 1963                |
| Trung bình số ngày có sương mù nhiều nhất | 300 ngày | [./https://pl.wikipedia.org/wiki/%C5%9Anie%C5%BCka Śnieżka]       | dolnośląskie | Thường xuyên        |
| Số ngày có sương mù nhiều nhất            | 338 ngày | [./https://pl.wikipedia.org/wiki/%C5%9Anie%C5%BCka Śnieżka]       | dolnośląskie | 1974                |
| Sương mù phủ lâu nhất                     | 144 h    | [./https://pl.wikipedia.org/wiki/%C5%9Anie%C5%BCka Śnieżka]       | dolnośląskie | 1974                |
| Lớp tuyết dày nhất                        | 388 cm   | [./https://pl.wikipedia.org/wiki/Kasprowy_Wierch Kasprowy Wierch] | małopolskie  | 31 tháng 3 năm 1939 |
| Lớp tuyết dày nhất vào mùa hè             | 200 cm   | [./https://pl.wikipedia.org/wiki/Kasprowy_Wierch Kasprowy Wierch] | małopolskie  | 8 tháng 6 năm 1962  |